# Vuelo 304 de Aeronor
El vuelo 304 de Aeronor fue el participante del accidente aéreo ocurrido el 9 de diciembre de 1982 en las cercanías del aeropuerto La Florida, en la ciudad chilena de La Serena. En dicha ocasión, fallecieron las 46 personas que se encontraban a bordo de la nave.

## Accidente
El avión Fairchild F-27 de la empresa Aeronor Chile se encontraba realizando un vuelo desde Santiago hacia Antofagasta, con escalas en La Serena y Copiapó.
El avión despegó del Aeropuerto Los Cerrillos de Santiago a las 09:40 (UTC −4), avistando la ciudad de La Serena a las 10:25. Unos minutos antes de aterrizar en el aeropuerto La Florida, la aeronave sufrió un desperfecto en uno de sus motores. Tras esto, a las 10:29, el avión se estrelló contra un muro de piedra ubicado en el sector denominado «Parcela Seis» del sector de Alfalfares, ubicado unos 800 metros al noroeste del terminal aéreo serenense. Se estima que el avión se estrelló a una velocidad de 180 km/h.
Tras la caída a tierra de la aeronave, ésta se incendió completamente. A la tragedia concurrió el Servicio S.S.E.I. (Servicio de Salvamento y Extinción de Incendios del Aeródromo La Florida) y compañías de bomberos de La Serena y Coquimbo, más personal de Carabineros de Chile y de los hospitales locales. Sólo la cola del avión quedó casi completa, con el resto de la nave totalmente calcinada. De esta forma, los 46 ocupantes fallecieron de forma casi inmediata.
Inicialmente, el accidente fue confundido con un simulacro de emergencia aérea en el aeropuerto de La Serena que se había desarrollado pocas horas antes de ocurrida la tragedia. Sin embargo, el camarógrafo de Canal 8 UCV Televisión, Guillermo Muñoz Calderón, que se encontraba filmando escenas del simulacro, logró captar el avión de Aeronor en llamas poco después de caer a tierra. Dichas imágenes fueron emitidas esa misma noche en el informativo Ocho Visión del canal local, y posteriormente fueron emitidas a nivel nacional en Teletrece de Canal 13. De la misma manera, un equipo del diario El Día realizó un amplio despliegue periodístico, que culminó con la publicación al día siguiente de abundante material periodístico y gráfico sobre la tragedia.

## Víctimas
Los cuatro miembros de la tripulación de la nave siniestrada eran el piloto Óscar Erlandsen (gerente general de Aeronor) el copiloto Mario Franjola, y las azafatas Marta Martínez y Elisa Palacios. Los 42 pasajeros estaban compuestos por 22 hombres y 20 mujeres.
Entre las víctimas fatales se encontraba la periodista del diario La Tercera, Silvia Pinto, de extensa trayectoria en las comunicaciones nacionales, y que viajaba a Copiapó como asesora de prensa del Banco de Crédito e Inversiones. También fallecieron dos religiosas estadounidenses pertenecientes a la junta directiva de la congregación Maryknoll, y Fidel Azócar, representante de IRT y padre del expresidente de Metro de Santiago, Rodrigo Azócar.